# Чубарян Едуард Варданович
Едуард (Едвард) Варданович Чубарян (вірм. Էդվարդ Չուբարյան; 5 травня 1936, Спітак, Вірменська РСР — 17 вересня 2021) — радянський і вірменський фізик і педагог, доктор фізико-математичних наук (1972), академік Академії наук Вірменії (1996), один із засновників вірменської школи фізики надщільних небесних тіл.

## Біографія
Едуард Чубарян народився 5 травня 1936 року у Спітаку. У 1953 році закінчив із золотою медаллю єреванському школу № 20 і вступив на фізико-математичний факультет Єреванського державного університету (ЄДУ). У 1961 році продовжив навчання в аспірантурі ЄДУ на кафедрі теоретичної фізики. Після захисту кандидатської дисертації поєднував наукову та викладацьку діяльність на кафедрі теоретичної фізики ЄДУ. У 1972 році захистив докторську дисертацію. В 1991–2006 и був проректором, а з січня по травень 2006 року виконував обов'язки ректора ЄДУ.
Наукова діяльність Едуарда Чубаряна присвячена питанням термодинаміки виродженої[джерело?] надщільної речовини і теорії надщільних небесних тіл. У 1970 році за роботи в цій області він був удостоєний премії Ленінського комсомолу.
Едуард Чубарян — автор понад 140 наукових робіт, один із співавторів (спільно з Гургеном Саакяном) підручника «Квантова механіка» російською і вірменською мовами, співавтор збірника задач з теоретичної фізики, а також збірника задач з фізики для вступників до ВНЗ.